# バンディリア旅行団
『バンディリア旅行団』（バンディリアりょこうだん）は、日本のシンガーソングライター平沢進の2枚目のシングル。1991年6月25日にポリドール（現：ユニバーサルミュージック）より発売された。

## 解説
表題曲は、柿沼秀樹原作のOVA作品である「DETONATORオーガン」第1話のエンディングテーマ。ソロ3作目の『Virtual Rabbit』収録版とは異なる点が多い。B面の「ハルディン・ホテル[Fractal Terrain Track]」は、間奏で使用されているクルムホルンがイントロでもフィーチャーされたアレンジとなっている。

## 収録曲
1. バンディリア旅行団[Physical Navigation Version]
  - 『Virtual Rabbit』に収録されている楽曲の別アレンジ。「DETONATORオーガン」第1話に使用されたのはこちらのバージョン。2010年のリメイクアルバム『変弦自在』にてセルフカバーされる。
2. ハルディン・ホテル[Fractal Terrain Track]
  - 『時空の水』に収録されている楽曲の別アレンジ。